# Lijst van de top 3 per week in De Afrekening in 2013
Deze nummers stonden in 2013 op de eerste drie plaatsen in De Afrekening van Studio Brussel:
| 5 januari    | The xx                  | Chained                                 | Mumford & Sons          | Lover of the Light                      | Muse                    | Follow Me                 |
| 12 januari   | Muse                    | Follow Me                               | Mumford & Sons          | Lover Of The Light                      | The xx                  | Chained                   |
| 19 januari   | Muse                    | Follow Me                               | Mumford & Sons          | Lover Of The Light                      | Passenger               | Let Here Go               |
| 26 januari   | Mumford & Sons          | Lover Of The Light                      | Muse                    | Follow Me                               | Greenday                | Stray Heart               |
| 2 februari   | Eels                    | The New Alphabet                        | Mumford & Sons          | Lover Of The Light                      | Greenday                | Stray Heart               |
| 9 februari   | Eels                    | The New Alphabet                        | Balthazar               | Do Not Claim Them Anymore               | Mumford & Sons          | Lover Of The Light        |
| 16 februari  | Balthazar               | Do Not Claim Them Anymore               | Eels                    | The New Alphabet                        | Rammstein               | Mein Herz Brennt          |
| 23 februari  | Balthazar               | Do Not Claim Them Anymore               | Absynthe Minded         | End Of The Line                         | Rammstein               | Mein Herz Brennt          |
| 2 maart      | Absynthe Minded         | End Of The Line                         | Balthazar               | Do Not Claim Them Anymore               | Tom Odell               | Another Love              |
| 9 maart      | Absynthe Minded         | End Of The Line                         | Tom Odell               | Another Love                            | Balthazar               | Do Not Claim Them Anymore |
| 16 maart     | Tom Odell               | Another Love                            | Absynthe Minded         | End Of The Line                         | The Van Jets            | Broken Bones              |
| 23 maart     | Tom Odell               | Another Love                            | The Van Jets            | Broken Bones                            | Jake Bugg               | Lightning Bolt            |
| 30 maart     | Tom Odell               | Another Love                            | Muse                    | Panic Station                           | Foals                   | My Number                 |
| 6 april      | Muse                    | Panic Station                           | Tom Odell               | Another Love                            | The Van Jets            | Broken Bones              |
| 13 april     | Muse                    | Panic Station                           | The Van Jets            | Broken Bones                            | Tom Odell               | Another Love              |
| 20 april     | Muse                    | Panic Station                           | Compact Disk Dummies    | The Reeling                             | The Van Jets            | Broken Bones              |
| 27 april     | Compact Disk Dummies    | The Reeling                             | Muse                    | Panic Station                           | Daan                    | Everglades                |
| 4 mei        | Daan                    | Everglades                              | Compact Disk Dummies    | The Reeling                             | Bastille                | Pompeii                   |
| 11 mei       | Daan                    | Everglades                              | Bastille                | Pompeii                                 | Queens of the Stone Age | My God is the Sun         |
| 18 mei       | Daan                    | Everglades                              | Queens of the Stone Age | My God is the Sun                       | Bastille                | Pompeii                   |
| 25 mei       | Queens of the Stone Age | My God is the Sun                       | Bastille                | Pompeii                                 | Jake Bugg               | Seen it All               |
| 1 juni       | Queens of the Stone Age | My God is the Sun                       | The Editors             | A Ton of Love                           | Bastille                | Pompeii                   |
| 8 juni       | The Editors             | A Ton Of Love                           | Queens of the Stone Age | My God is the Sun                       | Bastille                | Pompeii                   |
| 15 juni      | The Editors             | A Ton Of Love                           | Bastille                | Pompeii                                 | Daft Punk               | Get Lucky                 |
| 22 juni      | The Editors             | A Ton Of Love                           | Crystal Fighters        | You & I                                 | Daft Punk               | Get Lucky                 |
| 29 juni      | Queens of the Stone Age | I Sat By The Ocean                      | The Editors             | A Ton Of Love                           | The National            | Don't Swallow The Cap     |
| 6 juli       | Queens of the Stone Age | I Sat By The Ocean                      | Arctic Monkeys          | Do I Wanna Know                         | The Editors             | A Ton Of Love             |
| 13 juli      | Arctic Monkeys          | Do I Wanna Know                         | Queens of the Stone Age | I Sat By The Ocean                      | Soldier's Heart         | African Fire              |
| 20 juli      | Arctic Monkeys          | Do I Wanna Know                         | Soldier's Heart         | African Fire                            | Queens of the Stone Age | I Sat By The Ocean        |
| 27 juli      | Arctic Monkeys          | Do I Wanna Know                         | Stromae                 | Formidable                              | Soldier's Heart         | African Fire              |
| 3 augustus   | Arctic Monkeys          | Do I Wanna Know                         | Placebo                 | Too Many Friends                        | Stromae                 | Formidable                |
| 10 augustus  | Arctic Monkeys          | Do I Wanna Know                         | Stromae                 | Formidable                              | Balthazar               | Sinking Ship              |
| 17 augustus  | Arctic Monkeys          | Do I Wanna Know                         | Kings Of Leon           | Supersoaker                             | Stromae                 | Formidable                |
| 24 augustus  | Arctic Monkeys          | Do I Wanna Know                         | Kings Of Leon           | Supersoaker                             | Placebo                 | Too Many Friends          |
| 31 augustus  | Kings Of Leon           | Supersoaker                             | Placebo                 | Too Many Friends                        | Vampire Weekend         | Unbelievers               |
| 7 september  | Arctic Monkeys          | Why'd You Only Call Me When You're High | Kings Of Leon           | Supersoaker                             | Franz Ferdinand         | Love Illumination         |
| 14 september | Arctic Monkeys          | Why'd You Only Call Me When You're High | Kings Of Leon           | Supersoaker                             | Bastille                | Laura Palmer              |
| 21 september | Arctic Monkeys          | Why'd You Only Call Me When You're High | Bastille                | Laura Palmer                            | Kings Of Leon           | Supersoaker               |
| 28 september | Arctic Monkeys          | Why'd You Only Call Me When You're High | Editors                 | Formaldehyde                            | Bastille                | Laura Palmer              |
| 5 oktober    | Arctic Monkeys          | Why'd You Only Call Me When You're High | Daan                    | La Crise                                | Pearl Jam               | Sirens                    |
| 12 oktober   | Arctic Monkeys          | Why'd You Only Call Me When You're High | Pearl Jam               | Sirens                                  | Arcade Fire             | Reflektor                 |
| 19 oktober   | Pearl Jam               | Sirens                                  | Arctic Monkeys          | Why'd You Only Call Me When You're High | Daan                    | La Crise                  |
| 26 oktober   | Pearl Jam               | Sirens                                  | Arctic Monkeys          | Why'd You Only Call Me When You're High | Hooverphonic            | Amalfi                    |
| 9 november   | Pearl Jam               | Sirens                                  | Metallica               | Nothing Else Matters (Live)             | Hooverphonic            | Amalfi                    |
| 16 november  | Pearl Jam               | Sirens                                  | Arctic Monkeys          | Arabella                                | Queens Of The Stone Age | If I Had A Tail           |
| 23 november  | Arctic Monkeys          | Arabella                                | Pearl Jam               | Sirens                                  | Queens Of The Stone Age | If I Had A Tail           |
| 30 november  | Arctic Monkeys          | Arabella                                | Queens Of The Stone Age | If I Had A Tail                         | Gabriel Rios            | Gold                      |
| 7 december   | Queens Of The Stone Age | If I Had A Tail                         | Gabriel Rios            | Gold                                    | The National            | I Need My Girl            |

- Nederland (Top 40)
- Nederland (Single Top 100)
- Nederland (3FM Mega Top 50)
- Nederland (iTunes Top 30)
- Nederland (Graadmeter)
- Vlaanderen (Radio 2 Top 30)
- Vlaanderen (Ultratop 50)
- Vlaanderen (Top 30 van Ultratop)
- Vlaanderen (De Afrekening)
- Wallonië
- Australië
- Canada
- Denemarken
- Duitsland
- Finland
- Frankrijk
- Ierland
- Italië
- Nieuw-Zeeland
- Noorwegen
- Oostenrijk
- Polen
- Portugal
- Spanje
- Verenigd Koninkrijk
- Verenigde Staten (Hot 100)
- Zweden
- Zwitserland